# Dušan Ivković
Dušan Ivković (Belgrado, 29 de outubro de 1943 — Belgrado, 16 de setembro de 2021) foi um basquetebolista profissional e treinador sérvio. Dirigiu a Seleção Iugoslava, com a qual conquistou a prata nos Jogos Olímpicos de 1988 e o ouro no Campeonato Mundial de 1990, além de três títulos da Eurobasket. Anunciou a sua aposentadoria em julho de 2016 tendo como último clube o Anadolu Efes. Em 2017, foi introduzido ao FIBA Hall of Fame.

## Morte
Ivković morreu em 16 de setembro de 2021, aos 77 anos de idade, em Belgrado.